# Federació d'Independents
La Federació d'Independents (alemany Verband der Unabhängigen (VdU) o Wahlpartei der Unabhängigen (WdU)) fou un partit polític d'Àustria, actiu entre 1949 i 1955. Va ser fundat el 25 de març de 1949 per Herbert Klaus i Viktor Reimann. L'assemblea constituent es va celebrar a Salzburg l'endemà. Herbert Kraus en fou elegit cap (Bundesobmann), mentre que Viktor Reimann, Josef Karoly, Karl Hartleb i Karl Winkler foren anomenats vicecaps (Bundesobmann-Stellvertreter). Representava els interessos dels antics membres del partit nazi, alemanys expulsats després de la Segona Guerra Mundial, presoners de guerra retornats i altres descontents. Encara que era proper al Partit Popular d'Àustria (ÖVP), advocava pel liberalisme individualista i no es preocupava gaire per la qüestió catòlica. Va donar suport a l'abolició de les lleis que limitaven les activitats dels antics nazis.
A les eleccions legislatives austríaques de 1949 va obtenir l'11,7% dels vots i 16 diputats al Consell Nacional d'Àustria. Les pèrdues a les eleccions legislatives austríaques de 1953 i divisions internes van provocar la seva desaparició el 1955 i la seva substitució pel Partit Liberal d'Àustria (FPÖ).

## Resultats electorals

### Eleccions legislatives
| Any  | Líder         | Vots    | %     | Escons   | +/- | Govern   |
| ---- | ------------- | ------- | ----- | -------- | --- | -------- |
| 1949 | Herbert Kraus | 489,273 | 11.67 | 16 / 165 | Nou | Oposició |
| 1953 | Herbert Kraus | 472,866 | 10.95 | 14 / 165 | 2   | Oposició |

### Eleccions presidencials
| Any  | Candidat          | 1a volta | 1a volta    | 1a volta | 2a volta | 2a volta | 2a volta |
| Any  | Candidat          | Vots     | %           | Resultat | Vots     | %        | Resultat |
| ---- | ----------------- | -------- | ----------- | -------- | -------- | -------- | -------- |
| 1951 | Burghard Breitner | 662,501  | 15,41 / 100 | Derrota  | N/D      | N/D      | N/D      |